# 105 Night Express
105 Night Express è un programma radiofonico italiano in onda, dal 2010, dal lunedì al venerdì, dalle 21:00 alle 23:00, su Radio 105, con la conduzione di Alessandro Sansone e Romina Pierdomenico.

## La trasmissione
La trasmissione viene riproposta su Radio 105 dopo una lunga assenza. A cavallo tra gli anni ottanta e novanta è stato il programma che ha lanciato Marco Galli nella radio di via Turati, infatti tra il 1987 ed il 1991 ha condotto lo show (dalle 21:00 all'1:00) insieme a Max Venegoni, nel 1999 Tamara Donà.
Nel 2010 ritorna sulle frequenze di Radio 105 con la conduzione di Dario Spada, Daniele Battaglia e Francesco Mandelli. La formazione iniziale subisce subito dei cambiamenti, infatti Daniele Battaglia abbandona temporaneamente la radio in vista del suo impegno televisivo come inviato a L'isola dei famosi, mentre Francesco Mandelli lascia Radio 105.
Dal 2011 (fino al gennaio del 2015) la conduzione passa nelle mani di Dario Spada e Fabiola Casà. Con questa nuova coppia il programma diventa uno dei riferimenti della musica dal vivo in radio, con performance live ed interviste ad artisti nazionali ed internazionali. Lo show ha avuto anche una nomination alle Cuffie D'Oro 2014 nella categoria Night Show.
Dal febbraio 2015 la conduzione è passata al duo Paolino & Martin. Il programma diventa principalmente uno show d'intrattenimento, abbandonando definitivamente la musica dal vivo. La scaletta è composta prevalentemente da notizie, rubriche, affiancate spesso dall'intervento degli ascoltatori. Tra gli appuntamenti ricorrenti troviamo Tanto pe' cantà, durante il quale i conduttori invitano gli ascoltatori a cantare un brano di successo inviando loro un messaggio audio via WhatsApp, e Mistery Express, puntata dedicata ai misteri e casi irrisolti, realizzata in collaborazione con lo scrittore William Facchinetti.
Dal 27 febbraio 2017, la conduzione è passata nelle mani di Dario Spada e Ylenia, anche se il pubblico rivuole Paolino & Martin.
Dal 23 ottobre 2017 Ylenia entra a far parte del morning show Tutto Esaurito. La conduzione rimane nelle mani di Dario Spada.
All'interno del 105 Night Express è presente anche il contenitore musicale 105 Extra Live. In questo spazio si racconta la storia dei grandi protagonisti della musica internazionale, attraverso aneddoti e curiosità.
Il 2 giugno 2018 il programma diventa protagonista del Radiocity Milano 2018, il festival dedicato al mondo della radiofonia. Con una diretta speciale dalla Triennale di Milano, Dario Spada intervista il cantante Fabrizio Moro. La chiacchierata si alterna a varie esibizioni live in chiave acustica.
Dal 20 al 28 luglio 2018 il 105 Night Express si trasferisce al Giffoni Film Festival. Nelle dirette quotidiane, Dario Spada intervista i protagonisti del Giffoni Music Concept, il format musicale fatto di concerti, masterclass e contest, presente all'interno del festival dedicato ai ragazzi e alle famiglie.
Durante il periodo estivo, la trasmissione andava in onda dalle 20 alle 22.
Il 7 settembre 2018, sul sito di Radio 105 viene annunciato il ritorno di Paolino & Martin alla conduzione del programma, a partire dal 10 settembre 2018.
Dal 17 settembre 2018 il programma cambia orario trasmettendo dalle 22 a mezzanotte.
Il 23 dicembre 2019 Paolino & Martin annunciano in onda che lasceranno nuovamente il programma per condurre 13 PM che andrà in onda dal gennaio 2020 dalle 13 alle 14, al posto della seconda ora di 105 Take Away che riduce conseguentemente la sua durata a un'ora (dalle 12 alle 13).
Dal 7 gennaio 2020 la trasmissione è passata ad Alessandro Marabotto, tornato a Radio 105 dopo 15 anni. Con la nuova conduzione il programma è tornato in onda dalle 21 alle 23 e 105 Trap slitta alle 23 fino a mezzanotte.
Nell'ultima puntata della stagione 2019/2020, Alessandro Marabotto ha annunciato che lascerà la conduzione del programma per questioni personali, e che dunque passerà al palinsesto del weekend.
A partire da settembre 2020 al 9 gennaio 2022 la trasmissione è passata a Valeria Oliveri e Bryan. Il programma è tornato in onda dalle 22 a mezzanotte.
Dal 10 gennaio 2022 al 20 dicembre 2024 il programma è stato condotto da Rebecca Staffelli. 
Dal 2 novembre 2022 la trasmissione cambia sigla, grafica e orario, dalle 21:00 alle 23:00 insieme a BSMNT 105, che rislitta dalle 23:00 a mezzanotte, e la trasmissione, nello stesso giorno, va in onda su Radio 105 TV.
Dal 2 ottobre 2023 alla conduzione del programma si aggiunge Alessandro Sansone, già noto al pubblico per la conduzione, sempre su Radio 105, di Tutto bene a 105 insieme ad Annie Mazzola, sabato e domenica dalle 9:00 alle 12:00.
Nel 2025 alla conduzione del programma si aggiunge Romina Pierdomenico.

## Cronologia conduttori
- Dario Spada (2010-2015, 2017-2018)
- Daniele Battaglia (2010-2011)
- Francesco Mandelli (2010-2011)
- Fabiola Casà (2011-2015)
- Paolino e Martin (2015-2017, 2018-2019)
- Ylenia Baccaro (2017)
- Alessandro Marabotto (2020)
- Valeria Oliveri (2020-2022)
- Bryan Ronzani (2020-2022)
- Rebecca Staffelli (2022-2024)
- Alessandro Sansone (dal 2023)
- Romina Pierdomenico (2025)